# Lorinda Cherry
Lorinda Landgraf Cherry (* 18. November 1944; † 11. Februar 2022) war eine amerikanische Informatikerin, Programmiererin und Unix-Pionierin. Einen Großteil ihrer Karriere verbrachte sie in den Bell Labs, wo sie zahlreiche mathematische Werkzeuge und Dienstprogramme für die Textformatierung und -analyse entwickelte und die Entwicklung anderer Programme beeinflusste.

## Karriere
Cherry erwarb 1966 einen Bachelor of Arts (Mathematik) an der University of Delaware. Im selben Jahr begann sie bei den Bell Labs, wo sie zunächst in der Akustik- und Sprachforschung an der Simulation des Vokaltrakts arbeitete. Cherry erwarb 1969 ihren Master in Computerwissenschaften am Stevens Institute of Technology.
Bei Bell Labs war Cherry zusammen mit Ken Knowlton und James L. Flanagan an Projekten im Bereich der Computergrafik beteiligt, aus denen die Computeranimationssprache BEFLIX und das ATOM-Programm zur Erstellung dreidimensionaler Kugel-Stab-Molekülmodelle hervorgingen. Sie arbeitete auch mit Manfred Schroeder zusammen, um Computergrafiken für eine oder mehrere Ausstellungen im Brooklyn Museum zu erstellen. Ihre Zeit, in der sie Fortran-Programme für die Projekte anderer schrieb, überzeugte Cherry davon, dass ihre eigenen Interessen in der Systemarbeit lagen.
Für einen Zeitraum von etwa einem Jahr wurde Cherry dem Anti-Ballistic Missile Safeguard Program zugeteilt. Dieser Wechsel machte es erforderlich, dass sie in die Bell-Einrichtung in Whippany, New Jersey, umzog und auch einige Zeit auf dem Testgelände auf dem Kwajalein Atoll arbeitete, wo ihr Ehemann zuvor stationiert gewesen war. Sie zeichnete hier die Ergebnisse der Raketentests auf.
1971 kam sie zum Computing Sciences Research Center (CSRC) der Bell Labs, wo sie sich mit Grafik, Textverarbeitung und Sprachdesign beschäftigte. Einige ihrer ersten Arbeiten dort bestanden darin, Systeme zu konfigurieren, auf denen eine frühe, in Assembler geschriebene Version von Unix lief. Sie wurde von Douglas McIlroy in das System eingeführt.
Cherry arbeitete an mathematischen Werkzeugen für Unix, wie dem dc-Rechner und dem bc-Präprozessor für Unix. Zusammen mit Brian Kernighan initiierte und verfasste sie eqn, einen Präprozessor für das Textsatzsystem troff. Und sie leistete umfangreiche Arbeit am noch frühen libplot-Paket.
Sie arbeitete auch an verschiedenen Textverarbeitungsprogrammen, darunter die Writer's Workbench (wwb) von Bell Labs. Die Writer's Workbench sollte Studenten dabei helfen, ihre Texte zu bearbeiten – wie Cherry sagte:

“My feeling about a lot of those tools is their value in education is as much pointing out to people who are learning to write that they have choices and make choices when they do it. They don’t think of a writing task as making choices per se. Once they get it on paper they think it’s cast in stone. So it makes them edit.”

„Meiner Meinung nach liegt der Wert vieler dieser Hilfsmittel für die Bildung darin, dass sie den Menschen, die schreiben lernen, zeigen, dass sie eine Wahl haben und Entscheidungen treffen, wenn sie schreiben. Sie denken nicht, dass sie beim Schreiben per se eine Wahlmöglichkeit haben. Sobald sie etwas zu Papier gebracht haben, denken sie, dass es in Stein gemeißelt ist. Das zwingt sie zum Überarbeiten.“

Die Inspiration für das wwb kam von Rutgers-Professor William Vesterman, der ein Werkzeug zur Analyse des Schreibstils suchte. Nina MacDonald und die Abteilung Human Performance Engineering entwickelten das wwb unter Verwendung von Cherrys Textparser und Alfred Ahos Arbeiten zur Mustersuche. Nach der Veröffentlichung des wwb im Jahr 1980 wurde es von Bell Labs unternehmensweit in den Schreibbüros eingeführt.
Cherry, Bob Morris und Lee E. McMahon erstellten einen großen Textkorpus für statistische Analysen. Sie untersuchten die Urheberschaft der Federalist Papers und erforschten, wie man digitale Telefonbücher komprimieren kann. Im Laufe ihrer Arbeit schrieben sie mehrere Verarbeitungswerkzeuge, die in den allgemeinen Gebrauch übergingen. In Zusammenarbeit mit Morris schrieb sie typo, eine nicht wörterbuchbasierte Rechtschreibprüfung. Es fand Tippfehler in Texten durch statistische Auswertungen.
Cherry schuf eine Befehlsreferenz namens „Purple Card“, die der sechsten und siebten Ausgabe des Unix Programmers Manual hinzugefügt wurde. Sie war an der Entwicklung des Betriebssystems Plan 9 beteiligt. Sie war eine von drei Miterfindern, die im AT&T-Patent für ein „Verfahren und System zur Überprüfung des Status von 911-Notrufdiensten“ genannt werden.
Cherry verließ Bell Labs im Jahr 1994.

## Persönliches Leben
Cherry trat im Juli 1967 dem Northern New Jersey Chapter des Sports Car Club of America (SCCA) bei. Sie fuhr Rennen, diente dann als Streckenposten und übernahm einige Verwaltungsaufgaben. Außerdem stellte sie preisgekrönte Dobermannpinscher aus.
Cherry starb im Februar 2022 im Alter von 77 Jahren.

## Auszeichnungen
- 1988 William G. Giltzow Award, Für beispielhaftes „Engagement und Dienste für die NNJR-SCCA“.[20]
- 2018 Pioneer in Tech Award, Auszeichnung des National Center for Women & Information Technology.[21]